# Георги Йосифов
Георги Йосифов Дойчинов е български революционер, войвода на Вътрешната македоно-одринска революционна организация.

## Биография
Георги Йосифов е роден в 1877 година в реканското село Лазарополе, тогава в Османската империя. В 1898 година влиза във ВМОРО и действа като легален деец - върши куриерска служба, закупува оръжие и снабдява четите с припаси. В 1903 година става нелегален при войводите Наки Янев и Лука Джеров и участва в много сражения. През лятото взима участие в Илинденско-Преображенското въстание. Въпреки амнистията от пролетта на 1904 година, властите продължават да го преследват и Георги Йосифов бяга в Свободна България. Продължава да участва в македонската освободителна борба.
През Първата световна война, по случай 15-ата годишнина от Илинденско-Преображенското въстание, е награден с бронзов медал „За заслуга“, на военна лента, с корона, за заслуги към постигане на българския идеал в Македония.
На 1 март 1943 година, като жител на София, подава молба за народна пенсия, в която пише: „За голема моя скръб и голема надежда и упования за справедливост очаквам освобождаването на родния ми край и присъединяването му към майка България“. Молбата е одобрена и отпусната от Министерския съвет на Царство България.